# Polyxo
Polyxo (grek. Πολνξω) var en nymf i grekisk mytologi. Hon var gift med kung Danaos och var mor till tolv av Danaos femtio döttrar vilka kallades danaiderna. De hette Autonoe, Theano, Elektra, Kleopatra, Eurydike, Glaukippe, Antheleia, Kleodore, Euippe, Erato, Stygne och Brykne.
Danaiderna gifte sig med varsin av sina femtio kusiner. Alla systrarna utom Hypermestra, dräpte sin make under bröllopsnatten. Som straff fick de ösa vatten i ett kärl med hål i botten i evighet i underjorden efter sin död.